# Andrej Chramov
Andrej Chramov (rusky Андрей Михайлович Храмов) (* 17. leden 1981, Baškirská ASSR) je ruský reprezentant v orientačním běhu, jež v současnosti žije v Krymsku. Jeho největšími úspěchy jsou čtyři zlaté medaile na Mistrovství světa v orientačním běhu v letech 2005 až 2008. Jeho současnými kluby jsou finský Hiisirasti a ruský KSO Chernoe More.

## Sportovní kariéra
| Přehled úspěchů na Mistrovství světa | Přehled úspěchů na Mistrovství světa | Přehled úspěchů na Mistrovství světa | Přehled úspěchů na Mistrovství světa | Přehled úspěchů na Mistrovství světa |
| Mistrovství světa                    | Sprint                               | Middle                               | Long                                 | Štafety                              |
| ------------------------------------ | ------------------------------------ | ------------------------------------ | ------------------------------------ | ------------------------------------ |
| Jona 2003                            | 16. místo                            | X                                    | X                                    | X                                    |
| Västerås 2004                        | 16. místo                            | X                                    | 18. místo                            | 2. místo                             |
| Aichi 2005                           | 5. místo                             | X                                    | 1. místo                             | 12. místo                            |
| Århus 2006                           | 12. místo                            | X                                    | 3. místo                             | 1. místo                             |
| Kyjev 2007                           | 10. místo                            | X                                    | 2. místo                             | 1. místo                             |
| Olomouc 2008                         | 1. místo                             | X                                    | 4. místo                             | 2. místo                             |
| Miskolc 2009                         | 1. místo                             | X                                    | 39. místo                            | 2. místo                             |
| Trondheim 2010                       | 8. místo                             | X                                    | 31. místo                            | 1. místo                             |
| Savojsko 2011                        | 26. místo                            | 12. místo                            | X                                    | 5. místo                             |
| Lausanne 2012                        | 5. místo                             | X                                    | DSQ                                  | DSQ                                  |

| Přehled úspěchů na Mistrovství Evropy | Přehled úspěchů na Mistrovství Evropy | Přehled úspěchů na Mistrovství Evropy | Přehled úspěchů na Mistrovství Evropy | Přehled úspěchů na Mistrovství Evropy |
| Mistrovství Evropy                    | Sprint                                | Middle                                | Long                                  | Štafety                               |
| ------------------------------------- | ------------------------------------- | ------------------------------------- | ------------------------------------- | ------------------------------------- |
| Røskilde 2004                         | 2. místo                              | X                                     | 5. místo                              | 5. místo                              |
| Otepää 2006                           | 3. místo                              | X                                     | X                                     | 6. místo                              |
| Ventspils 2008                        | 3. místo                              | X                                     | DSQ                                   | 1. místo                              |
| Primorsko 2010                        | 11. místo                             | X                                     | DSQ                                   | 7. místo                              |
| Falun 2012                            | DSQ                                   | X                                     | Q17. místo                            | 5. místo                              |

| Přehled úspěchů na Mistrovství světa juniorů | Přehled úspěchů na Mistrovství světa juniorů | Přehled úspěchů na Mistrovství světa juniorů | Přehled úspěchů na Mistrovství světa juniorů | Přehled úspěchů na Mistrovství světa juniorů |
| Mistrovství světa juniorů                    | Sprint                                       | Middle                                       | Long                                         | Štafety                                      |
| -------------------------------------------- | -------------------------------------------- | -------------------------------------------- | -------------------------------------------- | -------------------------------------------- |
| Varna 1999                                   | X                                            | 12. místo                                    | 1. místo                                     | X                                            |
| Nové Město 2000                              | X                                            | 6. místo                                     | 6. místo                                     | X                                            |
| Miškolc 2001                                 | X                                            | X                                            | 1. místo                                     | 7. místo                                     |